# Дондерен
Дондерен (нід. Donderen) — село в нідерландській провінції Дренте. Входить до муніципалітету Тінарло.
Його площа становить 9,15 км², а населення станом на 2021 рік складало 475 осіб.
Перша згадка про населений пункт датується 1276 роком.

## Галерея

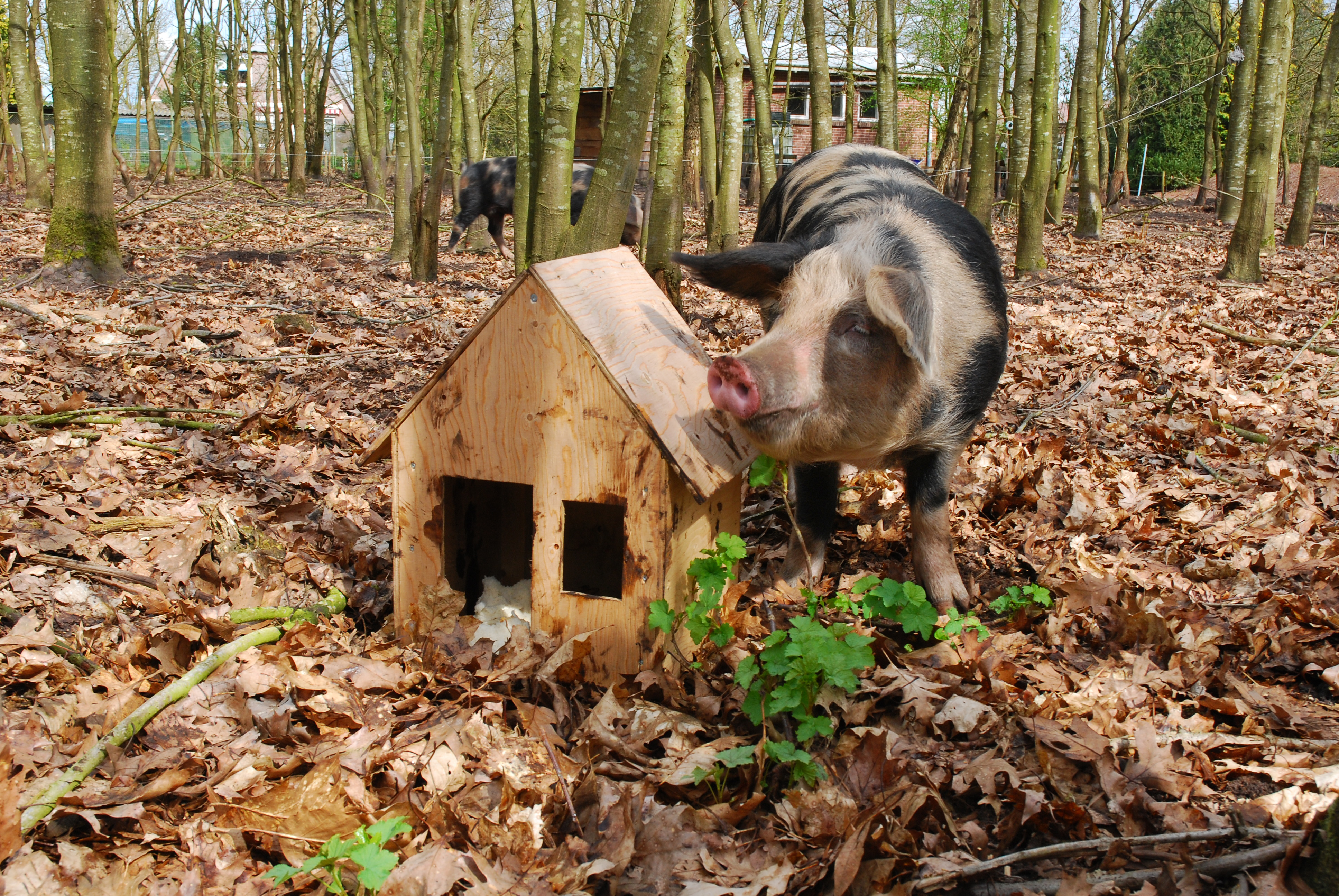